# Christian Wilhelm von Krohnemann
Christian Wilhelm Baron von Krohnemann, auch Kronemann geschrieben (* Mai 1636 in Königsburg bei Dorpat in Livland; † 27. April 1686 in Kulmbach), war Offizier, Münzdirektor, Bergbaudirektor, Geheimrat, Alchemist und Festungskommandant der Plassenburg in Diensten von Markgraf Christian Ernst von Brandenburg-Kulmbach-Bayreuth.

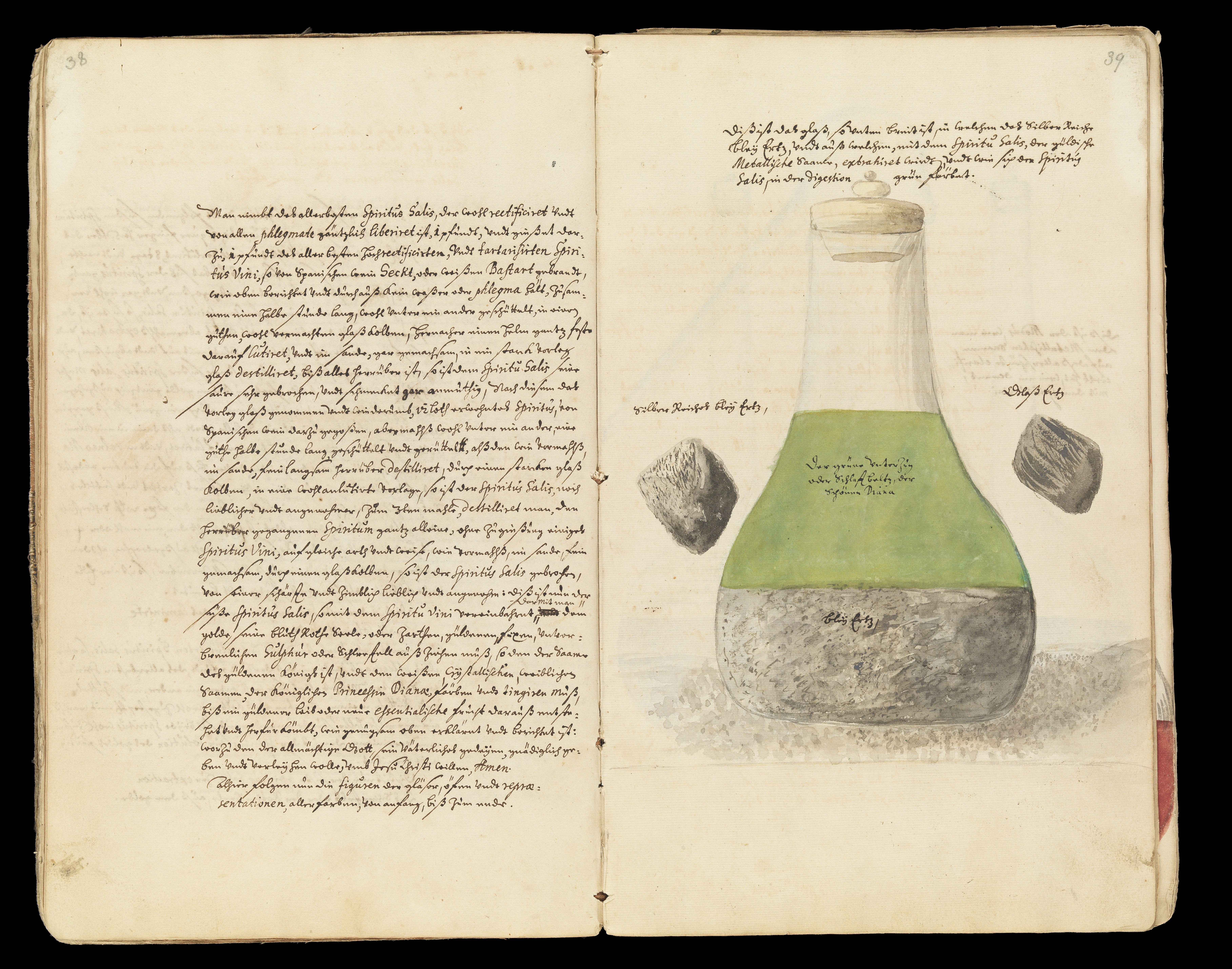
Von der Universal Tinctur

## Leben und Beruf
Der bürgerliche Christian Wilhelm Krohnemann wurde nach eigenen Angaben im Mai 1636 in Königsburg bei Dorpat in Livland geboren und soll der Sohn eines schwedischen Generalmajors gewesen sein. Nachdem er 1677 für kurze Zeit im bambergischen Forchheim wohnte und im Mai 1677 als Alchemist auf der Lohnliste von Fürstbischof Peter Philipp von Dernbach stand, trat er 1677 als Offizier in die Dienste des Markgrafen Christian Ernst von Brandenburg-Kulmbach-Bayreuth.
Er muss großen Eindruck auf den Markgrafen gemacht haben, der ihn in wenigen Jahren zum Bergbaudirektor, zum Geheimen Rat, dann zum „Oberpräsidenten“, Kammerherren und Münzdirektor in Bayreuth erhob. Schließlich ernannte ihn der Fürst zum Kommandanten der Landesfestung Plassenburg.
Krohnemann machte dem Markgrafen glaubhaft, das er vor allem Silber aus unedlen Metallen „extrahieren“ könne. Später entwickelte er auch eine Rezeptur, um Gold aus Quecksilber gewinnen zu können. Die Umwandlung unedler Metalle in Gold sei im Gegensatz zur „Silberherstellung“ extrem schwierig, doch der Markgraf bestand darauf, gerade dieses alchemistisch zu produzieren. Basis seiner angeblichen Fähigkeiten der Metallumwandlung sei seine „geheime Tinktur“, die er in von ihm aus extrem teueren Bauteilen zusammengesetzten „philosophischen Öfen“ zusammenbraute und ein geheimes „weißes Pulver“, dessen Zusammensetzung und Herkunft er geheim hielt. Er kochte Quecksilber in eisernen Pfannen mit Essig, Salz und Grünspan. Krohnemann kaufte von den markgräflichen Silberzuwendungen Gold, schmolz es ein und präsentierte es als angebliche Ergebnisse seiner obskuren Versuche. 
Krohnemann ließ seine Münzen in einer provisorisch eingerichteten Münzstätte im Bayreuther Schloss prägen. Immer mehr Kapital benötigte er nun für seine Versuche, es floss auch in Form des markgräflichen Silbergeschirres und unter der Hand als Kredit des Oberhofpredigers und Geheimrats Caspar von Lilien, der sich selbst auch eine Vergrößerung seines Reichtums erhoffte. Der Betrüger lebte in Bayreuth auf großem Fuß, mit Leibdiener, Koch, Stallmeister, Knechten und Mägden. Mehrfach wurde er des Betruges bezichtigt. Einem Gerichtsverfahren und einer Bestrafung entkam er zunächst offenbar durch einen weiteren Trick: Er behauptete, mit einer anderen Tinktur Krankheiten heilen zu können und behandelte mehrere Mitglieder der markgräflichen Hofgesellschaft. Zudem hat die prunkliebende und verschwenderische Markgräfin Sophie Luise von Brandenburg-Kulmbach-Bayreuth lange Zeit ihre schützende Hand über ihn gehalten. 
Im Jahr 1684, nach anderen Berichten schon 1681, wurde Krohnemann das erste Mal vom Münzmeister Johann Jungen wegen Betrugs angeklagt, vor das markgräfliche Gericht gestellt und in der Folge auf der Plassenburg inhaftiert. Dort wurde ihm im „Roten Turm“ der Festung ein weiteres Laboratorium eingerichtet und er musste auf markgräflichen Befehl, trotz aller Bedenken der Berater, weiterhin dem Goldmachen nachgehen. Nach anderen Angaben soll er den Markgrafen selbst überredet haben, ihm den Titel des Festungskommandanten zu verleihen und ihm ein Laboratorium auf der Plassenburg zur Verfügung zu stellen.
Als er während seiner Arbeiten auf der Plassenburg keine neuen Geldgeber mehr für seine Versuche gewinnen konnte, floh er mit einem Seil über die Festungsmauern und schlug sich in Richtung Kupferberg in das benachbarte Hochstift Bamberg durch. Er wechselte zum katholischen Glauben und wollte in das Kloster Marienweiher eintreten, wurde aber nach einem Auslieferungsgesuch des Markgrafen von Bamberger Militär verhaftet und am 1. März 1686 bei Untersteinach an Kulmbacher Soldaten ausgeliefert und in Kulmbach in der Fronfeste inhaftiert. Ein Gericht verurteilte ihn zum Tode. Krohnemann wurde in seinem roten Uniformrock am 27. April 1686 auf dem Galgenberg bei Kulmbach gehenkt, angeblich nur Stunden bevor ihn der markgräfliche Gnadenerlass erreichte.
Die von Krohnemann hergestellten Münzen, die sogenannten Krohnemann-Taler, erfreuten sich schon im 18. Jahrhundert großer Beliebtheit und wurden in große Sammlungen aufgenommen. Der Kupferstecher Johann Sebastian Leitner fertigte für die vielen Interessenten genaue Abbildungen davon an: Die Münzabdrücke dieses Betrügers werden den Lesern um so erwünschter sein, je seltner die Münzen selbst sind, die sich nicht anders als mit vielem Kostenaufwand zusammen bringen lassen. Sie sind durch die Hand des geschickten nunmehr verstorbenen Kupferstechers Leitner, auf das genaueste von lauter Originalien abgestochen....

## Werke
Die ihm eindeutig zuschreibbaren Gepräge, die Krohnemann als Münzdirektor des Markgrafen herstellen ließ, sind sämtlich mit seinen Initialen C. W. B. D. K. (= Christian Wilhelm Baron De Krohnemann) versehen. Einen Teil der Prägestempel hat der Nürnberger Johann Jakob Wohlrab geschnitten.
- große Schaumünze mit gefesseltem Merkur auf Markgraf Christian Ernst vom 8. Januar 1678, geprägt in Silber und Gold.
- Ganzer Taler mit Doppeladler, rückseitig schildhaltender Arm von 1679, geprägt in Silber und Gold.
- Gulden mit Brustbild des Markgrafen Christian Ernst, rückseitig Inschrift, geprägt 1679 in Silber und Gold.
- Reichstaler auf die Schwangerschaft der Markgräfin Sophie Luise von Württemberg, Silber, 1679. Avers: Cupido zielt auf die Krone auf einer mit Weinreben umwundenen Säule, davor 2 schnäbelnde Tauben, rechts Sonnenblume. Revers: Von Sonne beschienene Palme, an die zwei gekrönte Herzen mit den Initialen des Markgrafenpaares gekettet sind.
- Reichstaler auf Erbprinz Georg Wilhelm, Silber, 1679.
- Halb-Talerstück auf Markgräfin Sophie Luise, Silber, 1681.